# Carboneros
Carboneros település Spanyolországban, Jaén tartományban. Carboneros Guarromán, Baños de la Encina, La Carolina, Vilches és Linares községekkel határos. Lakosainak száma 597 fő (2024).

## Népesség
A település népessége az elmúlt években az alábbi módon változott:
| Lakosok száma | 683  | 691  | 674  | 663  | 663  | 641  | 625  | 615  | 593  | 597  |
|               | 2001 | 2004 | 2007 | 2009 | 2012 | 2014 | 2017 | 2019 | 2022 | 2024 |